# Guizhou Aircraft Industry Corporation
La Guizhou Aviation Industry Import / Export Company ( GAIEC ) è un'azienda aeronautica cinese. Fondata nel 1993, ha sede nella provincia dello Guizhou, e fa parte del gruppo Aviation Industry Corporation of China (AVIC).

## Prodotti

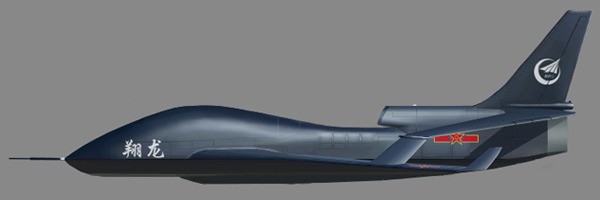
Guizhou Soar Eagle

### Addestratori
- Guizhou JL-9 - addestratore avanzato biposto

### Aerei da caccia
- Chengdu J-7 -  caccia multiruolo monomotore, si tratta di una copia non autorizzata del Mikoyan-Gurevich MiG-21

### Aeromobili a pilotaggio remoto
- WZ-2000
- Soar Eagle

### Motori
- Guizhou WS-13[4] - equipaggia i velivoli: JF-17, J-31